# Punctoterebra paucincisa
Punctoterebra paucincisa é uma espécie de gastrópode do gênero Punctoterebra, pertencente a família Terebridae.

## Descrição
O comprimento da concha varia entre 16 mm a 40 mm.

## Distribuição
Esta espécie é distribuída no Oceano Pacífico, ao longo da Filipinas, Nova Caledônia e Ilhas Fiji.